# Luis Villalobos
Luis Ricardo Villalobos Hernández (El Refugio, 26 juni 1998) is een Mexicaans baan- en wegwielrenner die reed voor EF Education First Pro Cycling.

## Carrière
In april 2015 werd Villalobos vierde in de door Julián Cardona gewonnen tijdrit voor junioren tijdens de Pan-Amerikaanse kampioenschappen. Een dag later won hij wel de wegwedstrijd door de Ecuadoraans Jhonatan Narváez drie seconden voor te blijven. Tijdens de nationale kampioenschappen won Villalobos wel in beide disciplines. Een jaar later was hij wel de beste in de tijdrit tijdens de Pan-Amerikaans kampioenschappen en werd hij, achter de Costa Ricaans Jason Huertas, tweede in de wegwedstrijd. Zijn twee nationale titels wist hij met succes te verdedigen. In juni van dat jaar won Villalobos de tweede etappe in de Sint-Martinusprijs, door met een voorsprong van 24 seconden op Daan Hoole en Brent Van Moer solo als eerste over de finish te komen. In het eindklassement van die Belgische juniorenkoers werd Villalobos, op vijf seconden van Van Moer, tweede. Het puntenklassement schreef hij wel op zijn naam, door in de laatste etappe genoeg punten te verzamelen om Van Moer voorbij te gaan.
In 2017 maakte Villalobos de overstap naar Aevolo, een Amerikaanse ploeg. In april van dat jaar nam hij voor het eerst deel aan de nationale kampioenschappen bij de eliterenners. In de tijdrit was enkel Ignacio Prado twintig seconden sneller. In juli werd hij tiende in het eindklassement van de Cascade Cycling Classic, waarmee hij wel de beste jongere was. In 2018 werd Villalobos voor het eerst nationaal kampioen tijdrijden bij de eliterenners, door in Toluca ruim twee minuten sneller te zijn dan de nummer twee, Luis Lemus. In zijn nationale kampioenstrui nam hij in juli deel aan de Chrono Kristin Armstrong, een tijdrit over 23,4 kilometer. Hij eindigde op ruim anderhalve minuut van winnaar Serghei Țvetcov op de vijfde plaats. In de Ronde van Utah werd hij eenmaal vierde en tweemaal achtste in etappes, wat hem de achtste plaats in de eindrangschikking en de eerste plaats in het jongerenklassement opleverde. In september werd bekend dat hij halverwege 2019 de overstap zou maken naar EF Education First-Drapac.
In 2019 stond Villalobos namens Aevolo aan de start van onder meer de Tour Colombia en de Ronde van de Gila, alvorens in juni zijn nationale tijdrittitel met succes te verdedigen. In augustus maakte hij de overstap naar EF Education First. Namens die ploeg debuteerde hij in de Ronde van Polen, waar hij op plek 59 in het klassement eindigde.
In 2021 maakte de UCI een schorsing bekend van vier jaar tot 17 mei 2024, vanwege het gebruik van het groeihormoon GHRP-6.

## Baanwielrennen

### Palmares
| Jaar     | MK                   | P-AK                                                             | WK       | Overig   |
| Junioren | Junioren             | Junioren                                                         | Junioren | Junioren |
| -------- | -------------------- | ---------------------------------------------------------------- | -------- | -------- |
| 2015     |                      | Ploegenachtervolging · Koppelkoers · Achtervolging · Puntenkoers |          |          |
| Elite    |                      |                                                                  |          |          |
| 2018     |                      | Achtervolging                                                    |          |          |
| 2019     | Ploegenachtervolging |                                                                  |          |          |

## Wegwielrennen

### Overwinningen
2015
 Pan-Amerikaans kampioen op de weg, Junioren
 Mexicaans kampioen tijdrijden, Junioren
 Mexicaans kampioen op de weg, Junioren
2016
 Pan-Amerikaans kampioen tijdrijden, Junioren
 Mexicaans kampioen tijdrijden, Junioren
 Mexicaans kampioen op de weg, Junioren
2e etappe Sint-Martinusprijs
Puntenklassement Sint-Martinusprijs
2017
Jongerenklassement Cascade Cycling Classic
2018
 Mexicaans kampioen tijdrijden, Elite
Jongerenklassement Ronde van Utah
2019
 Mexicaans kampioen tijdrijden, Elite

## Ploegen
- 2017 –  Aevolo
- 2018 –  Aevolo
- 2019 –  Aevolo (tot 31-7)
- 2019 –  EF Education First Pro Cycling (vanaf 1-8)
- 2020 –  EF Education First Pro Cycling (tot 1-8)

Burke · Etxabe · Gervais · Haidet · Hecht · Hernandez · Mostov · Saltzman · Stites · Villalobos
Boots · Gervais · Haidet · Hecht · Hernandez · Hoehn · Islas · McKey · Saltzman · Stephenson · Stites · Villalobos
Bennett · van den Berg · Bettiol · Breschel · Brown · Caicedo · Carthy · Clarke · Craddock · Docker · Dombrowski · Higuita · Hofland · Howes · Kangert · Langeveld · Martínez · McLay · Modolo · Morton · Owen · Phinney · Scully · Urán · van Garderen · Vanmarcke · Villalobos · Whelan · Woods
Bennett · Bettiol · Caicedo · Carthy · Clarke · Cort · Craddock · Docker · Guerreiro · Halvorsen · Higuita · Hofland · Howes · Kangert · Keukeleire · Langeveld · Martínez · Morton · Owen · Powless · Rutsch · Scully · Urán · Van den Berg · Van Garderen · Vanmarcke · Villalobos (tot 1 augustus) · Whelan · Woods · Bissegger (stagiair)